# متیو رابین
ماتیو جوئل رابین (زاده ۲۷ دسامبر ۱۹۶۳)استاد رشته اقتصاد رفتاری در دانشکده اقتصاد هاروارد است. پژوهش‌های «رابین» در درجه اول با استفاده از فرضیات واقعی و واقعی‌تر به لحاظ تجربی، متمرکز می‌باشد. موضوعات مورد علاقه او شامل اشتباهاتی در استدلال آماری و تحول باورها، تأثیرات زمینه انتخاب در ترجیحات به نمایش گذاشته شده، ترجیحات وابسته به مرجع و خطاهایی است که افراد در استنتاج بازار و تنظیمات یادگیری ایجاد می‌کنند.

## پیش زمینه
او در سال ۱۹۸۴ در رشته اقتصاد و ریاضیات از دانشگاه ویسکانسین-مدیسن فارغ‌التحصیل شد و دکترای اقتصادش را از دانشگاه ام.آی.تی در سال ۱۹۸۹ گرفت. رابین همچنین استاد مدعو در ام.آی.تی ، دانشکده اقتصاد لندن، دانشگاه نورث وسترن ، هاروارد، و کالج در مرکز مطالعات پیشرفته در علوم رفتاری در استنفورد و مؤسسه راسل سیج بود.
تحقیقات او در میان دیگر زمینه‌های اقتصادی معطوف به اقتصاد رفتاری است. او عدالت رابین را به عنوان یک مدل برای توجیه عدالت در اولویت‌های اجتماعی توسعه داد. در سال ۲۰۰۱ جایزه مدال جان بیتس کلارک را از انجمن اقتصادی آمریکا و همچنین
در سال ۲۰۰۶، جایزه جان فون نویمان را از کالج Rajk Laszlo برای مطالعات پیشرفته دریافت کرد.